# Charles Berbérian
Charles Berbérian (* 28. Mai 1959 in Bagdad, Irak; auch Charles Berberian geschrieben) ist ein Comiczeichner und -autor, der in Frankreich lebt und arbeitet.

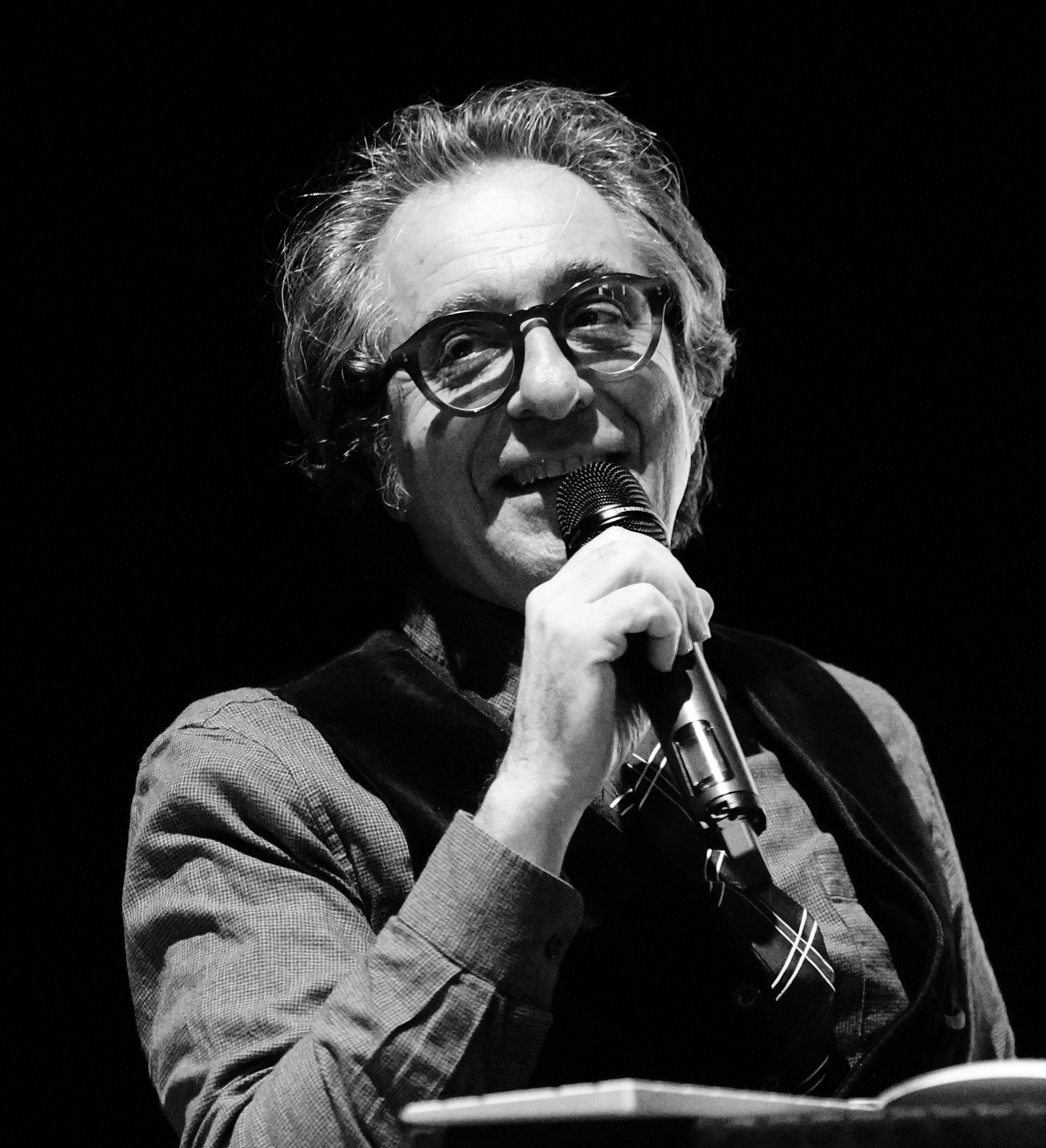
Charles Berberian, 2024

## Werdegang
Berbérians Familie zog kurz nach seiner Geburt von Bagdad nach Beirut. Nach Frankreich kam er Mitte der 1970er Jahre. Er studierte in Paris, wo er 1983 Philippe Dupuy kennenlernte, mit dem er seitdem zusammenarbeitet.
Die Zusammenarbeit gestaltet sich ohne konkrete Aufgabentrennung. Beide arbeiten sowohl an den Zeichnungen als auch Szenarien. Ihre Werke haben autobiografische Züge, vermengen allerdings die realen Erlebnisse mit Erfundenem.

## Auszeichnungen
Auf dem 35. internationalen Comicfestival von Angoulême erhielt er gemeinsam mit Philippe Dupuy den Grand Prix de la Ville d’Angoulême.

## Werke (Auswahl)

### Mit Philippe Dupuy
- 1988: Le Journal d'Henriette (3 Bände bis 1991 bei Les Humanoïdes Associés)
- 1991: Monsieur Jean (7 Bände bis 2005 bei Les Humanoïdes Associés), dt. bei Reprodukt
- 1996: Carnets de voyage (5 Bände bis 2007 bei Éditions Cornélius)

### Andere
- 1985: Sauve qui peut, Zeichner François Avril
- 1986: Des mouches pour Nemon, Zeichner Ausel
- 2002: Cycloman, Zeichner Grégory Mardon
- 2012: Cinérama. Une sélection des meieurs plus mauvais films du monde, Fluide Glacial, Paris 2012.